# روبرت س. فولفورد
روبرت س. فولفورد (بالإنجليزية: Robert C. Fulford)‏ هو طبيب أمريكي، ولد في 1905، وتوفي في 1997.